# Тасоба
Тасоба́ (каз. Тасоба) — село у складі Акжаїцького району Західноказахстанської області Казахстану. Входить до складу Єсенсайського сільського округу.
У радянські часи село називалось Жалтир.
Населення — 131 особа (2021; 199 у 2009, 266 у 1999, 286 у 1989).